# حقوق مهندسی
حقوق مهندسی (به انگلیسی: Architectural law)،  حقوق حرفه‌ای مهندسان است که هریک در رشته‌ای از علوم مهندسی پا به عرصه فعالیت گذارده‌اند و می‌خواهند با توجه به قوانین عام و قوانین و مقررات خاص مرتبط با رشته خود در این مسیر به صورت قانونی گام بردارند.
در واقع حقوق مهندسی یک دانش میان رشته‌ای است.
مجموعه اصول، قواعد و مقرراتی که به منظور تعیین و تنظیم روابط بین مردم با مردم و نیز مردم با دولت در قالب شناسایی حق و تکلیف فرد و جامعه در یک اجتماع معین و در جهت تأمین نظم عمومی آن اجتماع به کار می‌رود.
حقوق مهندسی دانش حقوقی مرتبط با رشته های مهندسی است. 

## مهندس
بر اساس مبحث دوم مقررات ملی ساختمان، مهندس فردی است حرفه‌ای که با دارا بودن مدرک دانشگاهی معتبر به ارائه خدمات مهندسی می‌پردازد.

## مهندس ناظر
شخصی حقیقی یا حقوقی با صلاحیت حرفه است که با دارا بودن مدرک (مدارک) معتبر دانشگاهی و صلاحیت حرفه ای یا گواهینامهٔ صلاحیت خدمات مشاوره مهندسی، بر امر اجرای عملیات ساختمانی نظارت دارد.
مسئولیت مدنی مهندسین ناظر ساختمان همواره در پرده ای از ابهام و تأثیرپذیر از چالش‌های اجتماعی و قانونی قرار داشته‌است.

## مسئولیت مهندسین
مهندسین طراح، محاسب و ناظر ساختمانی درقبال حرفه خود، درقبال اشخاص ثالث مسول می‌باشند. این افراد در رابطه با طراحی، محاسبه و نظارت ساختمانی مطابق قوانین بیمه و مسولیت مدنی، قانون نظام مهندسی ساختمان، قانون شهرداری و آیین نامه‌های اجرایی مربوط در برابر مالکین ساختمانها، اشخاص ثالث و کارکنان اجرایی پروژه ساختمانی، دارای مسولیت حرفه ای و مدنی می‌باشند